# ウィキペディア

ウィキペディアの多言語ポータル（全体のトップページ、2022年）

ウィキペディア（英: Wikipedia）は、世界中のボランティアの共同作業によって執筆及び作成されるフリーの多言語インターネット百科事典。収録されている全ての内容がオープンコンテントで商業広告が存在しないということを特徴とし、主に寄付に依って活動している非営利団体「ウィキメディア財団」が所有・運営している。「ウィキペディア（Wikipedia）」という名前は、ウェブブラウザ上でウェブページを編集することができる「ウィキ（Wiki）」というシステムを使用した「百科事典」（英: Encyclopedia）であることに由来する造語である。設立者の1人であるラリー・サンガーにより命名された。

## 概要
専門家によるオンライン百科事典プロジェクトNupedia（）を前身として、2001年1月、ラリー・サンガー（英: Larry Sanger）とジミー・ウェールズ（英: Jimmy Donal "Jimbo" Wales）により英語でプロジェクトが開始された。ウェブサイトには広告は一切掲載せず、資金的には個人や団体などからの寄付により運営している。記事の自由な複製・改変を認める「GFDL」というコピーレフトなライセンスとインターネットを通じ自由に文章の編集が行えるウィキシステムを採用し、誰もが新規記事の執筆や既存の記事の編集を行えるようになっている。
編集への参加に関しては一切無料であり、アカウント（実名を明かす義務も必要もなく、ハンドルネームでよい）を使わない場合、IPアドレスが登録名の代わりに公表される事などから取得することが推奨されているものの、無くても参加できる。参加者の共同作業で記事は日々追加・更新され、記事のジャンルは幅広く、一般の百科事典には見られないような項目も多く収載されている。
インターネットのニュースでも、ウィキペディアが参考資料として紹介されることもある。人物や団体などの公式サイトに比べ、詳細かつ網羅的な情報を知ることができるということから「調べ物」という目的で利用するインターネットユーザーも多い。
基本的に専門家による査読がなく、不特定多数の利用者が投稿するというシステムゆえに、情報の信頼性・信憑性や公正性などは一切保証されておらず（Wikipedia:免責事項）、ウィキペディアの方針に沿わない利用者の編集により問題が起こることもあり、いくつかの問題や課題も指摘されている(詳細は問題点の節を参照)。
また米国において、ネット上での組織的情報工作が行われウィキペディアもその対象となっていたことが報じられている。USA Todayの記者と編集者の仕事上の評判を落とすため、ウィキペディアやTwitterを使用し大量の批判コメントなどが組織的に書き込まれ情報工作として行われたことが報じられた。この工作活動は、米国が他国へのプロパガンダ活動を担う情報作戦チームが、米国人を標的に活動した可能性があるとして報じられた。

## 主な特徴
既存の百科事典や他の類似のプロジェクトと比較した場合、ウィキペディアには次のような特徴がある。
- 従来、専門家によって監修・編集される百科事典を一般のインターネット利用者が匿名で編集できるようにしていること。参加者の資格制限などを行っていないため、年齢、職業、国籍などの点で多様な執筆者がボランティアで編集に関わるが、これは百科事典の開発プロジェクトとしては革命的なことであった。
- コピーレフト用のクリエイティブ・コモンズ・ライセンスを採ったオープンコンテント方式を採用し参加者によって投稿された内容を、複製・配布・改変することが容易にできること。
- ウィキシステムを採用しているため、パソコンのブラウザを使い誰もがいつでも簡単に執筆、編集できるプロジェクトであること。
- 投稿履歴が公開されており、いつ誰がどのような編集をしたかが把握できるようになっていること。
- 利用者間の議論はなされるが、その全ては百科事典の作成を目的にしていること。この点で、例えば議論や情報交換を行う場である掲示板やネットニュースなどと異なっている。
- 「Wikipedia:中立的な観点」、「Wikipedia:検証可能性」、「Wikipedia:独自研究は載せない」が三大方針として位置づけられている。
- 立候補や推薦で選ばれた管理者は一般ユーザーに行使できない機能を使えるが、一般ユーザーの意見よりも管理者の意見の方が重要だとはみなされないこと。
- 広告などによる商業的収入を持たず、寄付により運営されていること。
- ウィキメディア財団のスタッフなどの一部の者を除き、編集から運営・管理に至る人々の大部分がボランティアであること。
- 既存の百科事典では対象外であった大衆文化に関する項目が数多く扱われていること[20]。

## 活動の規模
2001年1月15日に英語版が発足、その後多くの言語へ展開し、2021年12月29日時点では325言語で執筆が行われている。100万記事以上に達しているものは18言語、10万記事以上に達しているものは71言語となっている。ウィキペディアは多言語展開に力を入れており、各言語プロジェクト間の格差を少しでも埋めるためのソフトウェアの開発をスタンフォード大学と共同で行うこともあった。また多言語展開の一環として、ウィキペディア設立当初は次々と新しい言語プロジェクトが立ち上げられていったものの、初期には比較的簡単にそれが行われていたために、参加者が集まらない、いなくなった、などの理由で閉鎖されたり凍結されたプロジェクトもある。現在では、新たな言語でウィキペディアを設立する前にウィキメディア・インキュベーターというサイト内で試験運用を行うことになっており、2015年7月現在で約340の「試験版ウィキペディア」がある。
2025年7月時点で356の言語版の記事数の総計は6500万以上に上り、最も多い英語版が約610万件となっている。またアレクサ・インターネットによる全ウェブサイトを対象とするアクセスランキングでは、13位にランクインしている。
活動規模が最も大きい英語版では4275万を超えるアカウントが登録されている。しかしながら、アカウント登録なしで編集に参加できることと、作成されたアカウントの数割が実際には使用されないことから、正確な利用者数は把握できない。すべての言語版を併せると6000万を越えるアカウントが作成されているものの、言語版ごとに重複してカウントされているため、こちらも正確な利用者数とは直結しない。データベース・ファイルを分析したエーリック・ザクテ (Erik Zachte) の統計によれば、5回以上編集・投稿に携わったユーザーの総数はプロジェクト発足以来2004年12月30日までで3万2000人強とされるが、この統計でも未登録ユーザーの活動量が未集計のほか、古いバージョンのソフトウェアを用いて活動しているウィキペディアについては分析の対象外としている。
参加者が何らかの編集・投稿を行い、データベースへ保存した回数を参考にすると、プロジェクト発足以来、21億回以上の編集・投稿が行われてきたことになる（これは未登録ユーザーによるものも含まれるが、ソフトウェアのバージョンの差から来るデータの欠落がある）。このことはありとあらゆる情報を集め、データベースにすることを重視する21世紀という時代を象徴している。

## 統計

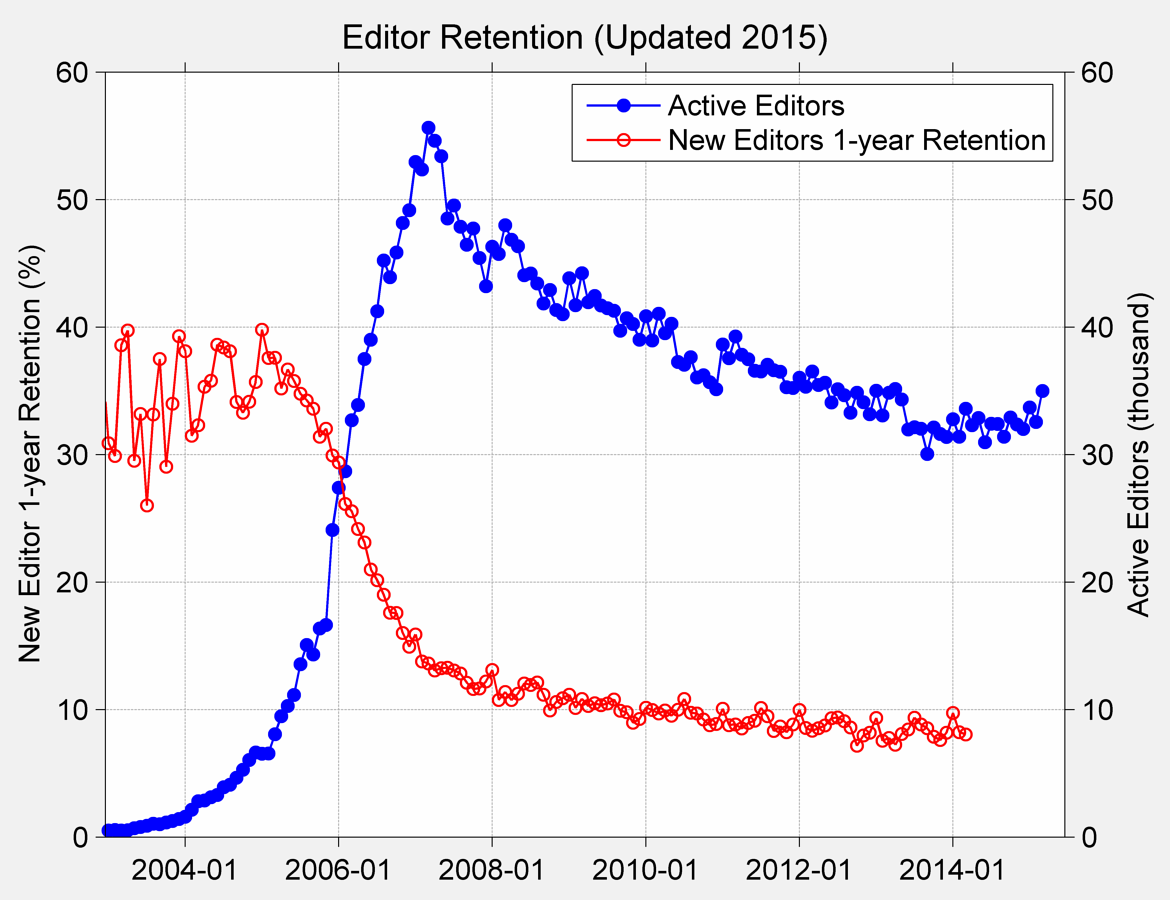
英語版ウィキペディアの統計
青:月に5回以上の編集を行う利用者数。
赤:12か月後も編集を1回以上行っている利用者の割合。

ウィキペディアに関する統計については、Wikipedia:全言語版の統計を参照。当該記事は随時更新されている。一部の統計については Wikistats にて公表されており、日本語版の 統計グラフ も参照できる。
またアレクサ・インターネットの統計によれば、wikipedia.orgの閲覧数のうち、約60%が英語版へのアクセスである。日本語版、スペイン語版、ロシア語版、ドイツ語版へのアクセスがこれに次ぐ。英語版の項目数と、2位以下の言語版の項目数合計を比較すると、2016年2月時点では2位から8位までの7プロジェクト合計とほぼ同数となっている。ただしこの中にはセブアノ語版のように、プログラム (bot) を使って作成した記事が多数を占めるものも存在する。
ウィキペディアの参考文献は、その質の高さを監視し維持するための重要な仕組みであり、2020年3月、ウィキペディアには日本語版870万件を含む2億件以上の文献が掲載されていた。

## 公開性
既存の百科事典と異なり、ウィキペディアは当初ほぼ完全にオープンな百科事典としてスタートしており、アカウントを取得していない利用者を含む全ての利用者が記事を立項でき、全ての記事を編集することが可能で、それらの編集は即座に記事に反映されていた。 その結果、あらゆる記事にいたずらやイデオロギー的偏向などの不正確な内容が含まれてしまうおそれがあった。

### 制限
深刻な荒らしや編集合戦などを含むウィキペディアの目的外利用を防ぐ目的で、英語版や日本語版を含む一部の言語版では、特定の場合における編集への制限が設けられている。例えば、英語版やスペイン語版などでは登録済みのユーザーのみが新しい記事を作成することができる。特に論争のある、あるいは荒らされやすい傾向のある記事は特定の利用者のみ編集可能な「保護」という設定がされている。英語版や日本語版では、頻繁に荒らされた記事は「半保護」または「拡張半保護」に設定することができ、前者は自動承認された利用者、後者は拡張承認された利用者のみ編集できる。また「全保護」（あるいは単に保護）は特に編集合戦が発生した記事において設定され、管理者のみが編集できる。
場合によって、全ての利用者が編集可能だが別の利用者によるレビューを経ないと公開されない設定が設けられている場合もある。たとえば、 ドイツ語版ウィキペディアなどの24言語版では、レビューを経た記事を「stable versions」として公開する「Flagged Revisions」機能を実装している。長期にわたる試験運用とコミュニティでの議論の後、英語版ウィキペディアでも2012年12月に同様の「Pending Change」機能が正式に導入された。この機能の導入により、問題のある編集や荒らし行為が発生しやすい特定の記事において、IP利用者や新規利用者の編集は公開前に承認された利用者によってレビューを受けなければ表示されないよう設定できるようになった。この機能についてジミー・ウェールズは、数年に渡り保護または半保護が設定されている記事において、再度全ての利用者による編集を可能にする機能であると歓迎するコメントを寄せている。

### 変更の検証
全ての編集は体系的な査読は受けないが、誰でも編集を検証できる機能が提供されている。各記事の「履歴」ページで全ての変更履歴へのリンクが一覧でき、ほとんどの記事では誰でも履歴ページのリンクをクリックすることで、他の利用者の変更を取り消すことができる。全ての利用者は記事の最新の更新を表示でき、 登録利用者は興味のある記事の変更が通知されるように「ウォッチリスト」機能を利用することができる。「新規ページの巡回」機能により、新しく作成された記事が適切かどうかをマークし、その情報を利用者間で共有することもでき、日本語版では自動承認された利用者が利用可能である。

## プロジェクトの運営形態

### 資金
初期の頃はジミー・ウェールズおよびインターネット会社「Bomis」（ウェールズが以前CEO（最高経営責任者）を務めていた会社）がプロジェクトに資金を提供していた。ウィキメディア財団が設立されて以降は、寄付金や外部の団体から無償提供されたハードウェアの占める割合が増えた。2004年以降、財団によるハードウェアの購入は全額寄付金によるものである。ウェールズが2004年からCEOを務める企業「Wikia」からも帯域の経費などの資金援助がなされている。

### 権限
言語版ごとに管理者がおり、一定の権限が与えられている。管理者は通常、その言語のウィキペディアの初期段階での立候補やそのウィキペディアの参加者内の議論などによって決まる。権限にはページの削除、ページの保護（一定の権限を持たないと編集できなくなる）、「荒らし」とみなされたユーザーの投稿ブロックの方針などがある。ただし、ウィキペディアの各言語版の多くでは、削除などのプロセスは参加者や関係者の話し合いによって決まる。
開発者権限やサーバへのアクセス権限などは一部の人物に限られている。ソフトウェアの改変や非常時の対処などは彼らに任されているが、基本的には自由参加型であるため、一定期間の活動を経て信用を築いた者にはそうした権限が与えられることになる。また、ソフトウェアの仕様変更については開発者とそれ以外の利用者を含めた公開・自由参加型の議論が行われている。

### 意思決定

#### 創始者ジミー・ウェールズの役割
中立的な観点から書かれるべきだとする方針も、ウェールズによって全ウィキペディアの共通方針だと定められた。また、ウェールズは、後述するプロジェクト全体の問題についての議論に参加し、質問や意見を述べ、あるいは採決に加わる。彼の発言は必ずしも議論を終結させるものではないが、その意見は他の参加者の意見よりも尊重される傾向にある。
ウェールズはまた英語版の運営については比較的具体的な問題に関しても意見を述べる傾向がある。英語版の初期には、登録済ユーザーのアカウントを停止する場合には、彼の了承を得るようにとの要請があった（2004年以降、この決定は選任されたユーザ代表に任されている）。他言語のウィキペディアで同様の問題が発生した場合にどうなるべきかについては特に明確にされていない。一方ウェールズが英語以外の言語は話さないこと、利用者の自治を尊重することもあり、英語以外の言語版の運営にウェールズが積極的な関与を行うことはほとんどない。ただしウェールズが利用者の紛争の調停に当たったり、あるいは利用者のアクセス権限についての決定を行う場合もある。これは関係者がみな英語を解する場合、かつ自治の枠組が問題の解決においてうまく機能していない場合に行われることが多い。
「ウィキペディアはウェールズを「寛大な独裁者」として戴くコミュニティ自治の集団である」、と形容されたり、ソフトウェア開発のモデルである「善意の独裁者」をウィキペディアに当てはめることがしばしば行われる。ウェールズはこれを否定しないが、一方でウィキペディアが常に編集可能であることにより、自身の関与が常に及ぶわけではないことをもって、自分は厳密な意味でこうしたモデルには当てはまらないと述べている。

#### メーリングリスト
プロジェクト全体の問題は、公開のメーリングリストで扱われる。基本的には全て英語で、ごく稀にフランス語などが混ざる。議題には、各言語のウィキペディアの記事数の集計方法、新しい言語のウィキペディアの発足、デザインや機能の変更、運営上の方針やユーザー間の争いの調整、法律問題などが含まれる。この議論は複数のリストで行われるが、誰でも参加、発言できるようになっている。またアーカイブはインターネット上で公開されている。
ウィキペディア全体の話題を扱うメーリングリストのほか、各言語プロジェクト固有の話題を扱うメーリングリストが存在する場合もある。

#### メタ・ウィキメディア
メタ・ウィキメディアとはウィキメディア財団（後述）のプロジェクト全体を扱うウェブサイトであり、メーリングリスト以外に、ここでも全言語版共通の問題、あるいは他プロジェクトと共通の話題が取り上げられる。運営団体であるウィキメディア財団の将来計画などは、このメタ・ウィキメディアで公開され、質問や議論が行われる。話題はまた財団の運営に関する別のメーリングリストでも話し合われる場合がある。

#### トークページでの議論
執筆方針については、項目名の付け方、フォーマットや表記上の諸問題に関して多くの方針が存在している。これらの大半は利用者間の話し合いで決定、改変されるもので、各言語によって異なる。また、これらの内にはガイドラインという位置付けになっており、必ずしも万人が常に従うべきルールであるとはされていないものがある。これは部分的には、これらの方針を知らない参加者からの投稿も積極的に受け付けるためであり、ガイドラインに通じた常連投稿者などが新規参加者の投稿を編集することが比較的容易であるからでもある。
記事の内容について関係者間で論争が起きた場合には基本的にトークページでの話し合いが行われる。最終的にはウィキペディアの最も重要なガイドラインの1つ「中立的な観点」に従い“両論併記”によって決着することが求められる。

## 主要人物

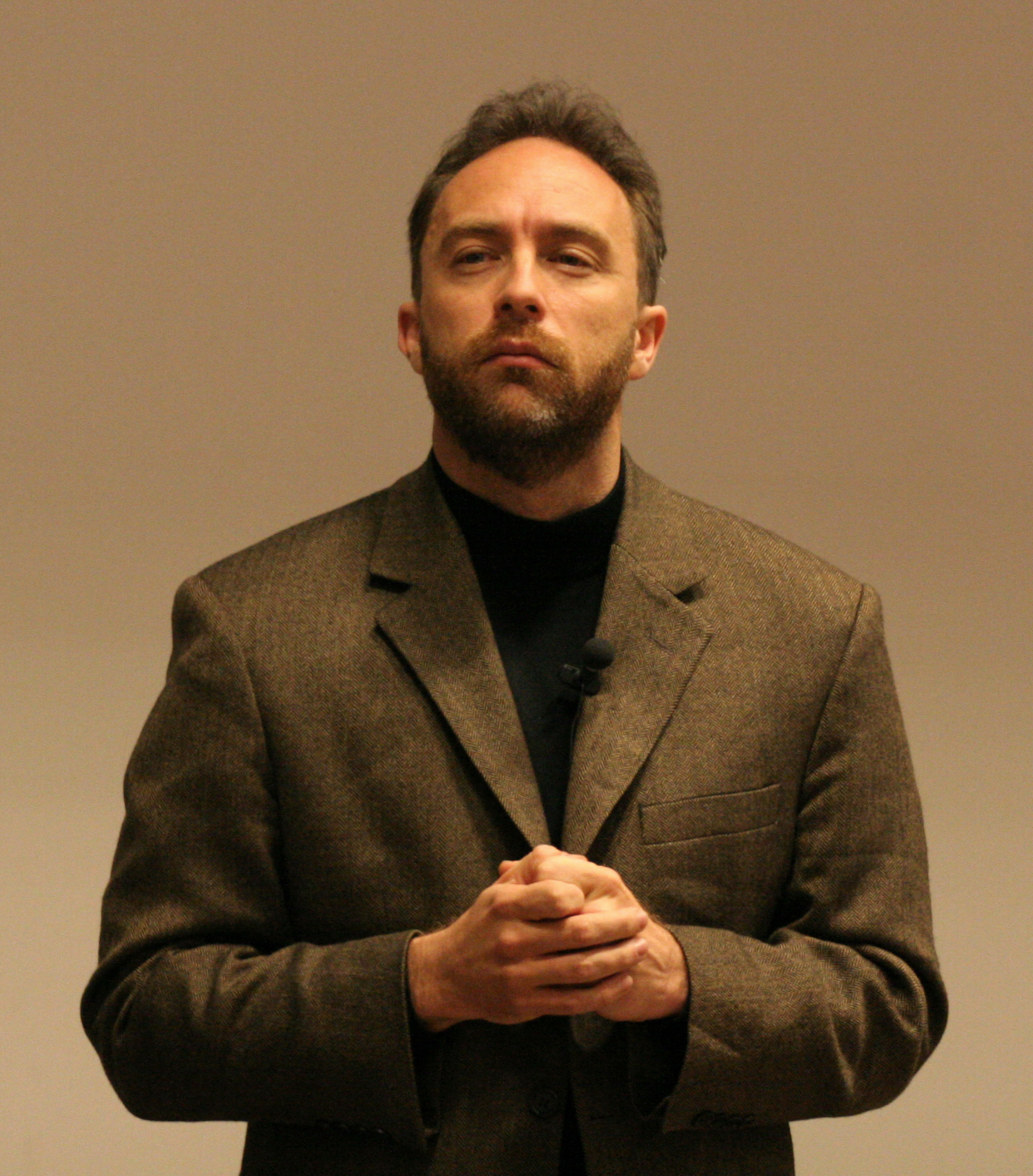
ジミー・ウェールズ ウィキペディアの創始者。愛称はジンボ。1966年生まれ現在アメリカのフロリダ州在住。妻と1人の娘がいて、父親としての顔も持つ。

ウィキペディアは多くの場面で参加者一般を強調し、特定のリーダー、所有者、最終決定権の保持者、などを強調しない傾向にあり、コミュニティ参加者の共同作業、共同自治などを謳うことも多い。
その中でも特殊な役割を担った人物として例外的にしばしば言及される者に、ラリー・サンガーとジミー・ウェールズがいる。両者はウィキペディアの創設者である。

### ジミー・ウェールズ
ジミー・ウェールズはインターネット関連会社「Bomis」の前最高経営責任者（CEO）であり、ウィキペディア発足当初からプロジェクトの出資者であり、サーバやインターネット・トラフィック（通信量）の料金などを支払ってきた。プロジェクトに協力している同社の関係者の中には、他にもティム・シェル（同社の共同創立者、現最高経営責任者、ウィキメディア財団理事）や、プログラマのジェイソン・リッチー（後に退社、現Wikia）、トアン・ヴォーがいる。
2006年10月にウェールズはプロジェクトの運営母体ウィキメディア財団理事長の職を退いて終身名誉理事長となり、後任としてフロランス・ドゥヴアールが理事長に就任した。フロランスは任期の切れる2008年6月の理事選挙に立候補せず、翌7月に理事を退任するとともに理事長の席をマイケル・スノウに譲った（理事会メンバーについてはmeta:理事会参照）。

### ラリー・サンガー
ラリー・サンガーはプロジェクトの発足から1年と数か月の間、「Bomis」から賃金の支払いを受けた参加者だった。このせいもあって、彼は折に触れてほかのメンバーから仲裁役を頼まれることもあったとされる。また彼は、ウィキペディアに先立って発足した査読制度付のオンライン百科事典作成プロジェクト「ヌーペディア（Nupedia）」の編集主幹も務めた。2003年初め、「Bomis」は景気の低迷により業績不振に陥り、サンガーは解雇され「ヌーペディア」も2004年に活動を停止した。
2007年4月、サンガーは専門家だけが編集できる新たなオンライン百科事典Citizendium（シチズンジアム）を創設した。

## 歴史

### 着想から発足まで
ウィキペディアは、2000年に立ち上げられたオンライン百科事典プロジェクトであるヌーペディアの分岐プロジェクトとして始まった。元となったヌーペディアは、ウィキペディアと同じくGFDLによるオープンコンテントの百科事典プロジェクトではあったが、記事の執筆は博士号を持つようなその分野の専門家に限られ、作成された記事も審査と承認を経て公開される従来の百科事典のような厳格な手順を採用していた。特に7段階に及ぶ厳格な審査・承認手順を敷いたことでプロジェクトの進行は非常に遅くなり、最初の年で完成した記事は12個のみであった。ヌーペディア創立者のジミー・ウェールズと創立メンバーの1人でありヌーペディア編集主幹のラリー・サンガー は、ヌーペディアの行き詰まりを打開するために、解決策を話し合い、模索するようになる。
ウィキペディアの着想の経緯については、現在ではサンガーとウェールズとで認識が異なっている。サンガーによると、2001年1月2日にコンピュータプログラマで旧友のベン・コヴィッツ（Ben Kovitz）と、カリフォルニア州サンディエゴで行った会話に端を発すると述べている。ヌーペディアの問題をサンガーから聞かされたコヴィッツは、ウォード・カニンガムによって発明された「ウィキ」の仕組みについて説明した。それを聞いたサンガーは、ウィキがよりオープンでシンプルな編集手順を持つ百科事典を作るプロジェクトに相応しいものと考えるに至った。サンガーはウェールズにウィキをヌーペディアに利用する案を持ちかけ、ウェールズからの好感触を得たサンガーは具体的なウィキの適用に動き出した。
初期のBomis社のプレスリリースでも、ウィキ導入のアイデアはサンガーの提案とされていた。ウェールズも、2001年10月30日のウィキペディア・メーリングリストにおいて、ウィキを使用するアイデアはサンガーが持っていたと述べている。しかしその後、ウィキのアイデアはヌーペディアを運営するBomisの社員であったジェレミー・ローゼンフェルド（Jeremy Rosenfeld）から聞いたとウェールズは述べており、現在ではそれぞれの認識が異なっている。2005年には、ウェールズ自ら、英語版ウィキペディアの「Jimmy Wales」の記事にこの認識を書き込んでいる。
ウィキのウェブページをヌーペディアに利用するという案に対しては、ヌーペディアの執筆者と査読者から強硬な反対意見があったため、「Wikipedia（ウィキペディア）」と名付けた新たなプロジェクトを立ち上げ、独自のURLアドレスであるwikipedia.comにて2001年1月15日から開始することになった。「Wikipedia」という名称はサンガーによって付けられたもので、サンガーは「とても馬鹿げたプロジェクトのための馬鹿げた名前」を付けたと述べている。アンドリュー・リーによれば、wikipedia.comにおける最初の記事は英語のアルファベット「U」についての記事で、21番目のアルファベット「U」の起源や歴史が説明されたものであった。英語版ウィキペディアには、この最初の記事についての記念ページが作られている。
ネットワーク帯域と、カリフォルニア州サンディエゴに設置したサーバはウェールズが資金を提供した。また、2002年1月まで、サンガーはヌーペディアの主幹編集員兼ウィキペディアの非公式管理人として「Bomis」に雇われていた。資金の枯渇から、2002年3月にサンガーへの給与打ち切りが決まり、サンガーはウィキペディアを含むプロジェクトでの活動を停止した。

### 拡大とその契機
プロジェクトは、参加人員、記事数、編集・投稿総数などいずれの尺度においても増加する傾向にあり、増加のペースも高まる傾向にある。この主な要因として、マスメディアや多くの人が利用するウェブサイトでの紹介、サーチエンジンへの掲載などが挙げられる。特に顕著なものとして、次のものが挙げられる。
- 技術情報ウェブサイトスラッシュドットでの紹介（2001年3月5日、5月30日、2003年1月24日）
- 参加型技術情報・カルチャーウェブサイトKuro5hin（2001年6月26日）での紹介

投稿の内、特に大規模なものに、アメリカ合衆国の各市町村を扱ったものがある。これはディレック・ラムゼイ（Ram-Man）が2002年10月、「インターネットボット」（あるいは「プログラム」）を稼働させて国勢調査のデータから、自動的に記事を生成したもの。同様のボットは他の主題についてもしばしば使用された。その総数はおよそ3万本とされる。
多言語化に乗り出したのは2001年の5月頃であると思われる。当時の発表によれば12前後の非英語版サイトが発足した。ただし、それらの新設ウィキペディアで必ずしもすぐに執筆が盛んになったわけではない。
2002年12月、姉妹プロジェクトであるウィクショナリー（Wiktionary）が創設された。これは、多言語の辞書とシソーラスを制作することを目標にしているプロジェクトである。ウィキペディアと同じサーバで、同じソフトウェアを使って活動している。翌2003年に、本や教科書の作成プロジェクトであるウィキブックス （Wikibooks）、箴言集（しんげんしゅう）であるウィキクォート（Wikiquote）なども発足した。
これらのプロジェクトは、しばしばウィキメディアプロジェクトと総称される。こうした姉妹プロジェクトもまた増加傾向にあり、2004年には新規の3つのプロジェクトが創始された。

### ソフトウェアおよびハードウェア
ハードウェアは、発足当初は、「Bomis」のサーバを間借りする形であった。ソフトウェアは、クリフォード・アダムズによるUseModWikiを用いていた。
2002年1月、英語版と、プロジェクト全体に関わる問題を議論するためのサイトであるメタ・ウィキメディアが実験的にPHPとMySQLによるソフトウェアに移行した。これは参加者の一人Magnus Manskeによって制作されたもの。同年7月にウィキペディア専用のサーバ（コードネーム「pliny」）が導入された。これは英語版と、やや遅れてメタウィキメディアのために用いられた。ソフトウェアもリー・ダニエル・クロッカーによる全面的な書き換えを経て新しいバージョンが運用され始めた（同じくPHPとMySQLの組み合わせによるもの）。活動が盛んな他言語版も、徐々に専用サーバへ移動していくことになった。2003年1月には、TeXの数学記号が導入された。コードの作成者は参加者の一人のTaw。
2003年5月半ば頃よりもう1台専用のサーバが導入された。コードネームは「larousse」。これは英語版のウェブサーバとして用いられた（データベース部分は、従来通り専用サーバによって担当される）。「Bomis」のサーバに間借りしているウィキペディアも、活動が活発になるにつれて徐々にplinyへ移行した。
その後、プロジェクトの拡大により、サーバは順次増強されていった。ほとんどが個人からの寄付を財源として購入されたが、一部は企業や団体からの貸与によっている。
現在のサーバ構成についてはm:ウィキメディアのサーバ（メタ・ウィキメディア）に詳述されている。

### 分裂、論争
2002年2月、それまで Edgar Enyedy を中心に非常に活発に動いていたスペイン語版ウィキペディアが突然活動の中止と新たなプロジェクトエンサイクロペディア・リブレの立ち上げを宣言した（Enciclopedia Libreはセビリア大学にある enciclopedia.us.es）。宣言は、離脱の理由として商業広告の危惧とコントロールの欠如を挙げた。10月にはダニエル・メイヤー（「maveric149」） 他の参加者が、ウィキペディア復帰へ向けて交渉、説得を行ったが、復帰提案が完成する前に、エンサイクロペディア・リブレは投票で復帰を否決した。
エンサイクロペディア・リブレは将来の統合の可能性は残し、交流を維持することを表明し、現在でも統合の可能性が議論されることがあるが、独立したままにとどまっている。この事件は英語版以外のウィキペディアの役割について、大きな議論の火付け役となった。また、これは非英語版のウィキペディア・コミュニティの要求によるいくつかの変更にも繋がった。
また、プロジェクトはたびたび、記事を削除したり、不適切な内容を投稿したりする荒らしに見舞われた。通常、そういった荒らしによる荒らし行為は参加者達により速やかに修復されるため、一般には大きな問題とされることは少ない。だが、英語版ではメインページのいたずら書きが何回も発生したため、メインページは管理者のみが更新できるよう保護措置が採られた。

ウィキペディアは右傾的でも左傾的でもなく、中立的な運営を目指している。

2002年3月、「24」というユーザー（この名前は彼のIPアドレスに因む）が、左傾的かつ物議を醸す編集をし始めた。白熱した議論は、何人かに「恐怖」とまで言わしめるようなものになり、多くの人々が侮辱と個人攻撃を受けた。メーリングリストでの長期間にわたる話し合いの結果、2002年4月、ジミー・ウェールズは24をウィキペディアから排除した。また、ドイツの歴史に関して右傾的で物議を醸す編集を再三に渡って行い、ウィキペディアの歴史関連の執筆者達の多くに抗議を受けた利用者「Helga」は、メーリングリストにおいて話し合いが行われた結果、2002年9月に排除された。
2003年11月、ロシア語版ウィキペディアでライセンス形態についての論争が基となり、一部の利用者がウィキペディアを出て別の百科事典プロジェクトを立ち上げるという分裂も起こった。この分裂は、ウィキペディアのメーリングリストなどに不満の表明がなされなかったこと、ロシア語版の主な利用者と他のプロジェクトの参加者との人的交流が薄いことや、ロシア語を解するユーザが少ないことなどから、2004年10月まで他の言語版の利用者には知られていなかった。分裂だけでなくこのように事態の把握が遅れたことを重く見て、ウィキペディアプロジェクトの多言語的展開と各言語話者の間の連携を強化すべきだとする指摘が一部では改めてなされている。
2005年12月には英語版ウィキペディアで、とあるジャーナリストがケネディ暗殺事件の首謀者とされる嘘の投稿がされ、この記事は4か月の間掲載され、それに気づいた本人がジミー・ウェールズに、記事の是正を要請した（詳細はウィキペディアにおけるシーゲンソーラーの経歴論争を参照）。この嘘の投稿を行った者は冗談のつもりで行ったと話しているが、このことが新聞などに掲載され問題となり、結局この投稿により当該投稿者は仕事を辞めることとなった。これにより、英語版ウィキペディアは登録ユーザー以外が新規記事投稿を行うことを制限し、記事の執筆などを遅延反映させこういった嘘の投稿に対抗するためのシステムを構築することになった。
2006年には、著名人の項目をその人自らが修正するケースがあり、日本語版でも西和彦の項目を当人と思われる人物が積極的に編集して議論となったために保護されることとなった。また、アメリカでは選挙の際に議員がライバル相手の記事を編集したりする場合もあり、アメリカ合衆国議会からの編集に対し制限を科す措置が採られた。2007年1月には英語版ウィキペディアで、マイクロソフトがとある人物に対し「報酬を支払うからマイクロソフトの項目を修正してほしい」と打診していたことが発覚。マイクロソフト側も「ウィキペディアで相違していると思われる記述があり、修正してもらいたかった」と認め、謝罪した。

### 非営利化と非営利法人化
2002年8月、ウェールズは「ウィキペディアでは今後一切商業広告を行わない」という方針を発表し、そのすぐ後にウィキペディアのURLはwikipedia.comからwikipedia.orgに変更された。
2003年6月20日、プロジェクトに法人格を与えるべく、ウィキメディア財団（Wikimedia Foundation, Inc.）が設立されたことが公表された 。ウィキメディア財団はフロリダ州法に基き、フロリダ州タンパを本拠地とする非営利団体である。

### 運営と展開
2003年頃から、ウィキペディアのサーバに関する費用負担は深刻な問題として認識されるようになってきたため、プロジェクト参加者の間で運営資金がたびたび論じられるようになった。当時現実的な対処として考えられたのは、利用者からの課金・各種助成金の申請・寄付による収益の拡充などであった。2003年頃から2005年にかけてこれらの問題が集中的に論じられたが、結果として、課金は見送り、寄付を主な財源とすることが合意された。これは2004年以降数度にわたって繰り返された数週間の寄付キャンペーンがいずれも成功を収めたことが大きい。また2005年4月にはアメリカ合衆国内国歳入庁により運営団体であるウィキメディア財団に501(c)(3)資格が与えられ、米国での免税資格を有する者に対しては設立にさかのぼってすべての寄付に免税が認められた。また2004年末にはウィキペディアは米国他で商標登録された。他企業などによる商標使用権は今後の有力な財源として認識されている。
2005年から2006年の年初にかけて、ウィキペディアの閲覧者は飛躍的に増加し、インターネット全体のアクセスランキングで20位以内、2007年にはいってからは10位以内に常に位置する人気サイトとなった。このため社会に対する露出度も増し、広報・法務などの体制の強化が「ウィキメディア財団」および各言語コミュニティにおいて計られている。
ウィキペディアのいくつかの言語版にはCDやDVDも出されている。最も早く出版されたのはドイツ語版ウィキペディアで2004年10月にディレクトメディア社から当時のドイツ語版をほぼ完全収録したCDが出版された。ドイツ語版はその後ほぼ毎年改訂版DVDが出され、ウィキメディア・ドイツ協会の主要な財源となっている。他、英語版・フランス語版・ポーランド語版でウィキペディアの抜粋がDVDで出されている。
ウィキペディアの内容はデータベースから定期的にダンプファイルにまとめられ、誰でも無料でダウンロードできる。一方ライブフィードは有償で提供しており、gooを運営するNTTレゾナントやAnswers.comなどが財団の顧客となっている。
そして米国時間2007年10月9日、「ウィキメディア財団」は、長らく活動の本拠地としていたフロリダ州からカリフォルニア州サンフランシスコに移転することを発表した。移転作業は2008年1月の末に行われる。
移転先をカリフォルニア州サンフランシスコに決定した理由として、「ウィキメディア財団」のリリース では「サンフランシスコは特にアジアに近く、「ウィキメディア財団」がアジアのボランティアや潜在的なパートナーと強固な関係を結ぶことが期待できる」と説明している。
2008年3月、ウィキペディア全体の総項目数が1000万件を突破した。
2008年9月、ドイツの大手出版社Wissen Media Verlag傘下のBertelsmann Lexikon Institut社が、ウィキペディアのドイツ語版（5万項目収録）を世界で初めて紙媒体として出版した。この他にも、プリント・ウィキペディアのように、ウィキペディアを印刷して製本しようという動きも見られる。

### 携帯端末でのアクセス
従来のウィキペディアの標準的な利用方法はインターネット接続回線を介し、標準的なウェブブラウザを使用して閲覧・編集を行う方法が主流であった。2008年12月より携帯端末ウェブブラウザ向けウェブサイトであるウィキペディアモバイルサイトの試験運用を始め、2009年6月に英語版・ドイツ語版ウィキペディアの正式なウィキペディアモバイルサイトの運用を開始した。その後、他言語版ウィキペディアが順次ウィキペディアモバイルサイトに対応した。ウィキペディアモバイルサイトは、2011年にモバイルサイト専用拡張機能の開発、2013年5月にジオタギング記事との連携、2013年7月に記事の執筆・編集など、機能拡張を続けている。
モバイルサイトの構築と並行して2012年からAndroid・iOS・Windows・Firefox OSを対象にしたウィキペディア記事の閲覧専用アプリケーションであるウィキペディアモバイルアプリケーションをリリースした。その後、2014年にAndroid・iOSを対象にしたアプリケーションを全面刷新して、ウィキペディア記事の閲覧・執筆アプリケーションにバージョンアップしてリリースした。
ニューヨーク・タイムズ2014年2月9日の記事では「英語版ウィキペディアでは20%の読者が携帯モバイル端末を経由して接続している」という報道がなされた。

## 問題点

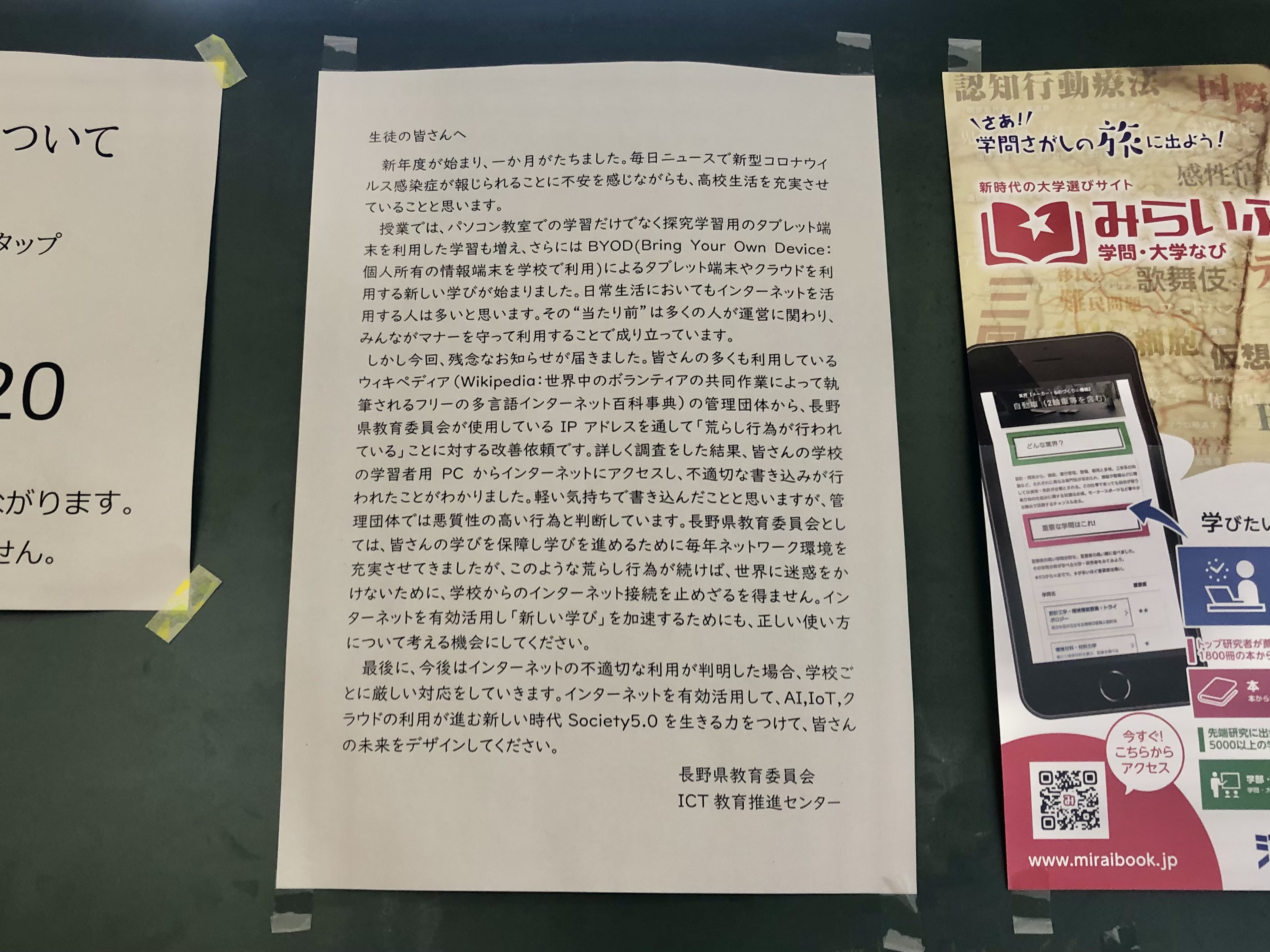
生徒に対して荒らしをしないように求める文書

### 記事の信頼性
外部によるウィキペディア記事の信頼性調査の良く知られている例としては、2005年12月に科学誌『ネイチャー』オンライン版が発表した英語版ウィキペディアとブリタニカ百科事典の比較調査がある。ネイチャー誌が複数の専門家に依頼し、2つの百科事典から42項目の科学用語を比較したところ、間違・欠落が英語版ウィキペディアには162点、ブリタニカには123点が指摘された。ブリタニカ側は間違いを指摘された内の64点で反論を行った。ジャーナリストのピエール・アスリーヌらは、科学用語の記事は間違いの挿入や荒らし行為を受けづらく、ネイチャー誌の調査結果はウィキペディア全体の評価には繋がらない点などを指摘している。
ウィキペディアの記事の精度は高いとした複数の研究結果がある 一方で、記事に対する査読制度がないため、問題ある記述はコミュニティーの自己管理により解決されることに委ねられている。このようにウィキペディアは信用に足る百科事典とは言い難く、ウィキペディアからの引用を学術関連のレポートに載せることは、そのレポートの信憑性そのものに疑問を持たせることでもある。また問題のある投稿が他の利用者によって修正・除去がなされるまでは一時的であっても適切でない記述が公開され、問題が長期間見逃されたり、後述する編集合戦により編集できない場合に問題のある記事が長らく修正・除去できないという問題もある（ただし、法的な問題の場合は管理者が対処する）。米国では、学術研究の出典としてウィキペディアの記事を引用した学生が、その内容が史実と異なっていたため落第点をとったとして、ウィキペディアの創設者ジミー・ウェールズに苦情を寄せたという事例がある。これを機に、ジミー・ウェールズはウィキペディアを学術研究の出典として利用するのを止めるよう訴えた。大学機関のいくつかは学生たちにレポート課題においてウィキペディアを引用することを禁止している。また、ディベートなどの正確性の求められる競技などではウィキペディアの情報は用いられていない。
ラリー・サンガーは新しい百科事典プロジェクトを始めた理由は「ウィキペディアの権威が失墜したからだ」としており、「ウィキペディアのコミュニティはウィキペディアを信頼できるものに変える準備ができていない」旨を述べている。

### 法律に関わる問題

#### 名誉毀損
時に個人や団体に対して、プライバシーに関わることを書いたり、真偽の不明確なゴシップ（噂）を断定的に書いたりすることで、本人や当団体から抗議を受けることがこれまであった。
また他の利用者が気づかずに訂正されなかった意図的な嘘の投稿に対して、書かれた個人が抗議したこともあった（ウィキペディアにおけるシーゲンソーラーの経歴論争を参照）。

#### 著作権侵害
著作権法や著作権についてのウィキペディアの方針に対する理解不足から、記事を書く際に書籍やネット上の文章をそのままコピーした文章が投稿されることがある。これに対しては著作権侵害への対処として削除の手続きが取られる。

#### 犯罪予告
2008年4月、米国において、英語版ウィキペディアに殺害予告を書き込んだことによる逮捕者が出ている。ウィキペディア日本語版でも対象を明記した爆破予告や殺傷予告などの書き込みが報じられている。2008年4月24日、同年4月26日（北京オリンピック聖火リレーの当日）の長野駅への爆破予告が書き込まれ、インターネット上のニュース や読売新聞（同年4月25日付夕刊）でも報道された。

#### 責任の所在
ウィキペディアは編集責任を負う組織を設けておらず、数人（多くても100人は上回らない）のボランティアで構成されるグループが問題を解決するための窓口となっている。
また、ウィキペディアは利用者に対して何も保証しないとする免責事項を定めている。

#### 国家・企業などの団体からの編集による問題
ウィキペディアのアクセス数が増えて有名になるにつれ、企業や公共団体などの様々な組織に属するネットワークからの編集によってそれらの団体に都合よく記事を書き替えたものと疑われるようなものが見出されるようになり、一部はニュースとして報じられることもあった。また、IPアドレスから、投稿した企業や政府機関などを解析する検索ツール、WikiScannerの登場により、こういった編集はさらに発見されやすくなっている。
こういった編集（「改竄行為」と見て糾弾されることもある）の中で、主だったものを以下に挙げる（その他の編集事例については、こちらを参照）。
- 楽天証券 - 不利益情報を社内から削除した。 （2006年8月）
- 官庁 - 厚生労働省の職員が、不正に長妻昭衆院議員について批判を記載した。 （2007年9月）

なお、勤務時間中に職場のPCからウィキペディアの編集や閲覧を行った場合、懲戒処分の対象になるケースもある。

#### 政府による検閲

2017年トルコのウィキペディア閲覧制限が行われて以来、トルコのウィキペディアロゴの文字部分が検閲シールで隠されている

中華人民共和国では、六四天安門事件についての記事が存在する中国版ウィキペディアに対する接続規制が2015年から行われており、2019年には全言語版ウィキペディアに対して接続規制が行われた。
2017年4月29日、トルコ政府はウィキペディアへのアクセスを遮断した。

### ウィキペディア内での問題
2009年11月、ウォール・ストリート・ジャーナルは、ウィキペディアへの訪問者が増加する一方で、編集者は減少の一途を辿っていると報じた。原因は、新規参加者が知らずにルール違反を犯し、その結果、古参のウィキペディアンによって編集作業から排除されているためだという。

#### 編集合戦
政治や宗教、価値観のように意見対立が起きやすいテーマにおいては編集合戦が起こり、議論による解決のため一時的に保護（記事の編集ができない）の状態におかれる。編集方針についてなかなか合意に至らないことで間違いや偏りのある記述が長い間修正できないという事態に至ることもある。

#### 荒らし
時として悪意を持って虚偽の情報を記載したり、不適切な言葉を書き連ねたり、ページを白紙化するなどのいたずら・荒らし的投稿がなされる。個人や団体などについての虚偽の情報が余計な騒動をもたらすこともある。

#### 記事の偏り
ウィキペディアでは、分野毎に記事の内容量や質に偏りがあることが指摘されている。ウィキペディアの問題点を論じたマサチューセッツ工科大学の2013年のMITテクノロジー・レビューの記事では、ポケットモンスターとポルノ女優の記事は豊富だが、女性作家やサブサハラアフリカ地域の記事は貧相な状態と指摘している。ジャーナリストのピエール・アスリーヌらは、重要人物よりも長いテレビ番組記事などを例に出しながら、ウィキペディアには百科事典に必要な「知識の階層化」が欠けているという言語学者のアラン・レイの言葉を引用して批判している。
2014年にウォール・ストリート・ジャーナルがボットによる大量記事作成者として報じたウィキペディア編集者のスヴェルケル・ヨハンソン (Sverker Johansson) は、スウェーデン語版ウィキペディアにはロード・オブ・ザ・リングに登場するキャラクターなどの記事が150以上ある一方で、ベトナム戦争に関する人物記事は10にも満たない、というような記事の偏りがあると述べている。このような記事の偏りを無くしていく一助としてボットによる記事作成を行っていると、ヨハンソンは述べている。

## データベースのダウンロード
ウィキペディアで公開されている記事を何かの目的でウィキペディア以外の場所で利用したい場合にはどのような目的であれ、GFDL の条件に則っているならそのページ内容をデータベースからダウンロードすることができる。

## 先行事例
百科事典をより使いやすくするために、印刷物の代わりに機械的な仕掛けを使おうという考え方の始まりは、H・G・ウェルズの著書『世界の頭脳』（1938年）やヴァネヴァー・ブッシュのマイクロフィルムを使った未来のシステムMemex（論文「As We May Think」〈1945年〉）に見ることができる。
インターネットを使ってフリーな百科事典を作ろうという試みは1990年代の初めには登場している。その1つの例として、古い印刷物の百科事典をデジタル化しようというプロジェクトが挙げられる。1995年の1月、プロジェクト・グーテンベルクは1911年に出版されたブリタニカ百科事典の11版をASCIIテキストにするという活動を開始した。しかし、第1巻をデジタル化したあと、方針の不一致から活動は中断した。2002年に、28巻全てのASCIIテキストは他から1911encyclopediaで公開された。同様の試みとして、イーストン聖書辞典（1897年）がChristian Classics Ethereal Libraryにおいてデジタル化されている。
他の、よりウィキペディアに近い活動として、自発的な参加によって新しくフリーな情報源を作り上げようというものがある。1991年、usenetの alt.fan.douglas-adams ニュースグループの参加者達がダグラス・アダムスの著作の中に登場する架空の百科事典銀河ヒッチハイク・ガイドを実際に作ろうと活動を開始し、これはいわゆるProject Galactic Guideへと発展した。このプロジェクトは当初は現実の物事だけを記載するようにしていたが、後に空想上の事柄なども収録するようになった。Project Galactic Guideは1,700以上の記事を保有しているが、2000年以降記事の追加は停止状態にある。
1993年には、インターペディアと呼ばれる計画が議論された。これはインターネット上に、誰もが参加できる百科事典を作ろうとするものであった。これは、ウェブの爆発的な成長と、精度の高い検索エンジンの登場のため、実行に移されないままに終わった。

## 姉妹プロジェクト
2013年5月時点でウィキペディアは次の姉妹プロジェクトを持っている。日本語コンテンツを持つプロジェクトには*を冠した（運営文書を除く）。
- ウィクショナリー* - フリーの辞書プロジェクト
- ウィキブックス* - フリーの教科書プロジェクト
- ウィキクォート* - フリーの引用の百科事典
- ウィキソース* - パブリックドメインかGFDLで提供された様々な言語のソーステキストの倉庫。
- ウィキメディア・コモンズ - フリーである画像・音声などの共用資源。パブリックドメイン・GFDLだけでなく、クリエイティブ・コモンズ・ライセンスなど、商用利用を許すフリーライセンスによるデータの受け入れも行っている。
- ウィキスピーシーズ - フリーの生物種データベース
- ウィキジュニア - 児童書の図書館
- ウィキニュース* - フリーのニュースサイト
- ウィキバーシティ* - 学習コミュニティ
- ウィキデータ - フリーの知識ベース
- ウィキボヤージュ* - フリーの旅行ガイド

## 類似のプロジェクト
ウィキペディアと比較されるものには、以下のような共同作業プロジェクトがある。なお、誤解を招くような模倣サイト・ミラーサイトの作成をWikimediaは認めていない。
ヌーペディア
専門家の査読制度に基づく百科事典プロジェクト。ウィキペディアはここから生まれた。2003年9月に休止した。
Everything2
より広い分野をカバーしているハイパーテキスト型のエッセイ集で、百科事典の構築を目指すものではない。また、Everything2のコンテンツはコピーレフトライセンスを使用していない。
h2g2
ダグラス・アダムスの『銀河ヒッチハイク・ガイド』からアイデアを得た、皮肉的な内容の記事で構成された百科事典。
スカラーペディア
2006年にスタートした査読制度つきのオンライン百科事典プロジェクト。執筆はすべて実名による。現在計算神経科学、力学系、コンピュータ知能の三つの分野を対象としており、各分野の第一線の研究者が執筆者として参加している。
Citizendium
2007年3月27日に設立したオンライン百科事典プロジェクト。記事の信憑性という問題を解決する狙いとして、執筆者は履歴審査を伴う実名登録が必要、管理者は25歳以上限定など、記事の質を高めるための制約を課している。
はてなキーワード
言葉の要点が簡潔に分かるようなキーワード集。はてなダイアリーの日記を一定水準書いた利用者が編集できる。ウィキペディアの説明も見られる。
ニコニコ大百科
ニコニコ動画版オンライン百科事典。記事には記事に関連するニコニコ動画に投稿されている動画を紹介する項目があったり、ニコニコミュニティを紹介する項目があったりする。基本的にはプレミアム会員のみが編集できる。ウィキペディアと違い、Wikipedia:検証可能性、Wikipedia:独立記事作成の目安などを満たさないでもよい。
チャクウィキ
2005年3月、「様々なモノの見方を共有する」をコンセプトに「ご当地の噂」のWikiバージョンとしてスタートしたウィキサイト。2020年12月頃に閉鎖。Pixiv百科事典
Pixiv百科事典を参照

## パロディサイト
- アンサイクロペディア - 2005年1月に、その英語版が「ウィキ形式によるSPOV（風刺的な観点）を提供」するという非公式な目的のために開始された。ウィキペディアのパロディサイトである。